# محافظة بوا

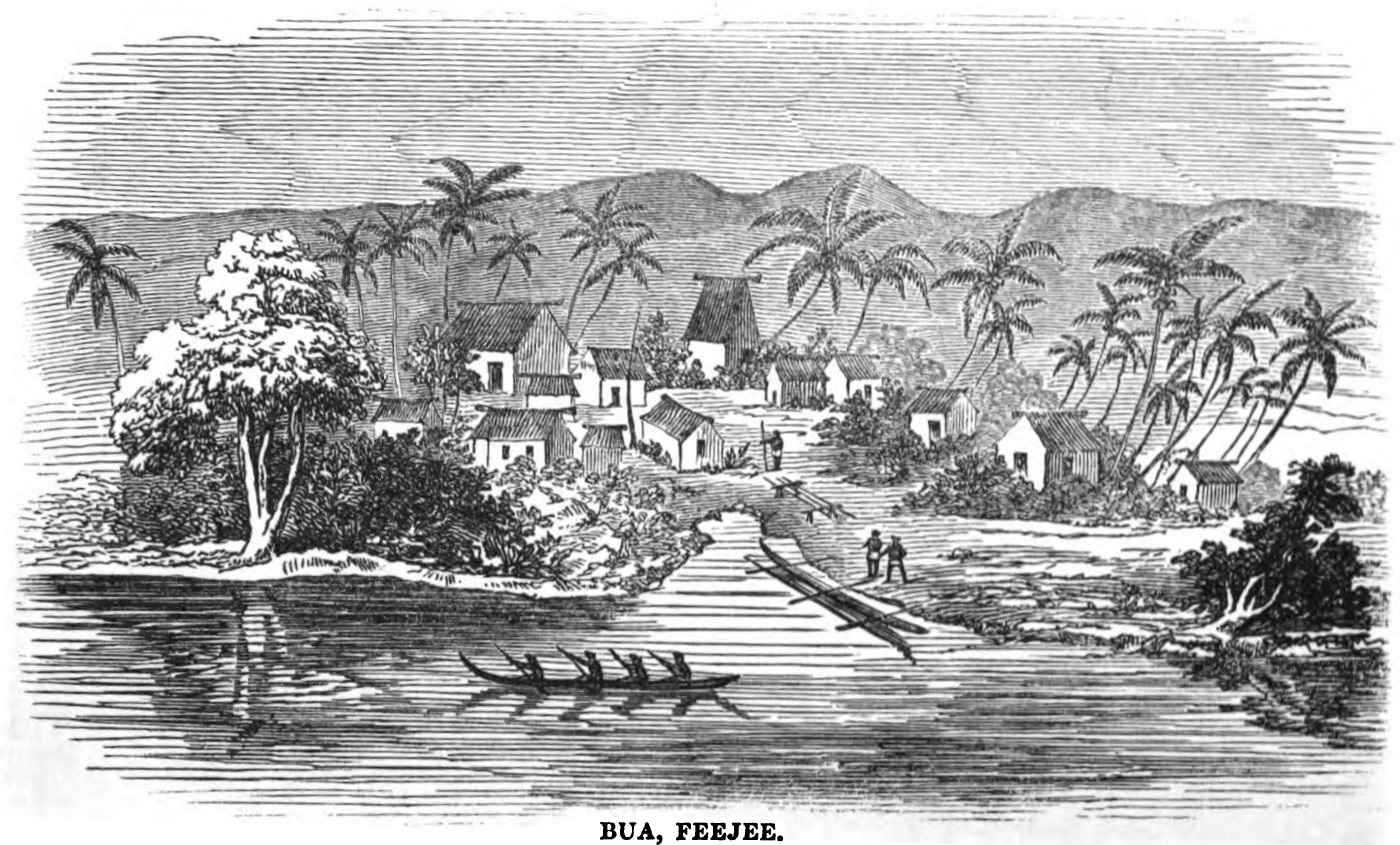
Bua, Feejee (June 1851, VIII, p.60)

محافظة بوا، هي واحدة من أربع عشر محافظة في فيجي. وتقع في غرب جزيرة فانوا ليفو الشمالية، وهي واحدة من المحافظات الشمالية الثلاث، وتبلغ مساحتها 379 1 كيلومتر مربع. وبلغ عدد سكانها في تعداد عام 2007، 17,176 نسمة، مما يجعلها رابع مقاطعة من حيث عدد السكان. ويحكم بوا مجلس المحافظة يرأسه راتو فيليمون رالوجيفاو.